# Польово-Слобідська сільська рада
Польово-Слобідська сільська рада (Польовослобідська сільська рада) — колишня адміністративно-територіальна одиниця та орган місцевого самоврядування у Янушпільському районі Бердичівської округи, Вінницької та Житомирської областей Української РСР з адміністративним центром у селі Польова Слобідка.

## Населені пункти
Сільській раді на час ліквідації були підпорядковані населені пункти:
- с. Польова Слобідка;
- с. Степок.

## Населення
Відповідно до перепису населення СРСР, станом на 17 грудня 1926 року, чисельність населення ради становила 920 осіб, з них, за статтю: чоловіків — 472, жінок — 478, етнічний склад: українців — 756, поляків — 164. Кількість господарств — 231, з них несільського типу — 3.

## Історія та адміністративний устрій
Створена 2 лютого 1926 року, відповідно до рішення Бердичівської ОАТК (протокол № 2/5), в складі сіл Польова Слобідка Буряківської сільської ради та Степок Жеребківської сільської ради Янушпільського району Бердичівської округи.
Станом на 1 вересня 1946 року сільська рада входила до складу Янушпільського району Житомирської області, на обліку в раді перебувало с. Польова Слобідка та х. Степок.
Ліквідована 11 серпня 1954 року, відповідно до указу Президії Верховної ради Української РСР «Про укрупнення сільських рад по Житомирській області», територію та населені пункти ради включено до складу Жеребківської сільської ради Янушпільського району Житомирської області.